# Chemin de fer du Niederwald
Le chemin de fer du Niederwald ou Niederwaldbahn (NWB) de Rüdesheim am Rhein était un chemin de fer à voie métrique et à crémaillère d'une longueur de 2,3 kilomètres. 

## Histoire
À l'origine du projet d'un chemin de fer à crémaillère vers le Niederwalddenkmal, on trouve la ville de Rüdesheim et la Banque Stern de Cologne. Sa construction fut suivie par l'ingénieur suisse Niklaus Riggenbach. La voie fut mise en service le 30 mai 1884, alors que la ligne et les bâtiments n'étaient pas encore complètement achevés.
Le 1er juillet 1884 fut fondée la société Niederwaldbahngesellschaft AG, dont le siège était à Rüdesheim et dont les droits d'exploitation - jusqu'alors détenus par la banque Stern - furent transférés à la ville.
À côté du Niederwaldbahn de Rüdesheim, la Niederwaldbahngesellschaft AG exploitait une seconde ligne, de Assmannshausen au Jagdschloss, utilisant la même technique, mais sans aucune jonction avec le Niederwaldbahn de Rüdesheim. En 1900, le siège de la firme fut transféré à Berlin, où l'actionnaire principal de l'époque, le banquier G. Lilienthal, possédait son siège social. En 1920, il fut réimplanté à Rüdesheim. En 1911, G. Lilienthal provoqua une faillite frauduleuse, qui laissa 70 000 marks de dettes à la NWB. Aussi l'exploitation de la ligne s'avéra-t-elle problématique, économiquement parlant. En 1920, elle fut vendue à la ville de Rüdesheim et la société anonyme fut dissoute.
Le 25 novembre 1944, lors d'un bombardement, qui visait le pont Hindenburg (de), les équipements ferroviaires du Niederwaldbahn furent lourdement endommagés. En 1952, la ville de Rüdesheim décida de ne pas reconstruire la voie ferrée. Elle fut remplacée par un téléphérique. Les bâtiments furent rasés, les rails et les trains envoyés à la ferraille.

## Technique
Pour franchir le dénivelé de 223 mètres, avec une pente maximale de 20 %, qui menait au Niederwalddenkmal, on choisit d'utiliser le système de chemin de fer à crémaillère de Riggenbach. Les trains étaient tractés par des locomotives à vapeur. Peu avant la Seconde Guerre mondiale, on envisagea d'électrifier la ligne, mais cela ne fut jamais réalisé. Le tracé de la ligne parcourait 400 mètres dans les rues de la ville de Rüdesheim. À l'origine, les embarcadères étaient construits en matériau léger. En 1935, la gare supérieure fut reconstruite en dur.
La gare inférieure disposait d'une voie en cul-de-sac. L'embranchement vers le dépôt se faisait par l'intermédiaire d'un aiguillage à crémaillère. Le hangar des trains y était raccordé au moyen d'un pont-transbordeur. L'évitement sur le trajet (situé au niveau de la carrière) possédait deux aiguillages à crémaillère. De même, la gare supérieure possédait deux voies en cul-de-sac.

## Exploitation
Il s'agissait d'une ligne à caractère exclusivement touristique : elle ne fonctionnait qu'à partir du dimanche des Rameaux, de Pâques ou du 1er mai jusqu'à la fin octobre. La fréquentation était, au début, extrêmement variable et dépendante de la météo. La société tenta de compenser cela par l'achat d'un bateau, qui circulait entre Rüdesheim et Assmannshausen et devait ainsi rendre possible des circuits sur les deux lignes appartenant à la société. Mais cela s'avéra également infructueux et causa des déficits. Avec la Première Guerre mondiale, le tourisme s'effondra et, avec lui, la fréquentation de la ligne. La circulation dut être restreinte, puis, le 6 août 1917, tout à fait interrompue. Ce ne fut qu'en 1925 que l'exploitation put reprendre - désormais sous régie municipale - et surpassa toutes les prévisions. Le record d'avant-guerre fut même dépassé en 1928, avec un total de 300000 usagers. Toutefois, la Grande Dépression et l'automobile entamèrent considérablement ce succès. Comme cela avait déjà été le cas en 1914, le déclenchement de la Seconde Guerre mondiale tarit la demande. L'exploitation fut stoppée dès le 30 août 1939 - définitivement, comme cela s'avéra plus tard.

## Vestiges
À Rüdesheim, à l'extrémité de la Grabenstrasse, un butoir rappelle l'existence de la ligne, ainsi qu'une roue dentée accompagnée d'une inscription, à la gare de départ du téléphérique. De même, à hauteur du grand parking, se trouve un ancien atelier avec, sur son toit, une girouette présentant le signe de la NWB.

## Traduction
- (de) Cet article est partiellement ou en totalité issu de l’article de Wikipédia en allemand intitulé « Niederwaldbahn » (voir la liste des auteurs).